# Armes de destruction massive en Suède
 (juillet 2025).
À partir de la fin des années 1940, la Suède possédait des programmes d'armes nucléaires et chimiques. À la fin des années 1960, le contexte politique associé à des problèmes budgétaires ont commencé à rendre difficile la poursuite des projets dans de bonnes conditions, et au milieu des années 1970, tous les projets d'armes de destruction massive ont été abandonnés.

## Armes nucléaires
Le programme d'armement nucléaire de la Suède est lancé début 1946, après la Seconde Guerre mondiale et le bombardement américain des villes d'Hiroshima et de Nagasaki.
Dans les années qui suivent, la Suède décide de devenir une puissance neutre, capable de se défendre militairement contre une agression extérieure. La plus grande menace pour la Suède résidait dans la dissuasion nucléaire soviétique, ce qui conduit l’armée, à la fin des années 1940 et dans les années 1950, à mener de nombreuses recherches sur la puissance de l’atome.
En 1948, les premiers plans concrets d'une arme atomique sont présentés à l'Institut suédois de recherche pour la défense nationale (FOA). D’autres plans sont parallèlement établis pour bâtir un programme nucléaire civil. Les réacteurs d’Ågesta et de Marviken sont ainsi imaginés, ils devraient produire du plutonium pour les futures armes nucléaires, tout en produisant de l'énergie pour les foyers suédois. Le Saab 36 était un avion d'attaque au sol prévu pour être capable de transporter des armes nucléaires. Plus tard, des sous-marins et des avions sont également utilisés comme vecteurs nucléaires.
Toutes les activités touchant au développement nucléaire se déroulaient à la FOA. Le plan de l’institut prévoyait de produire 100 ogives nucléaires en dix ans .
Dans les années 1960, la question de savoir si la Suède devait se doter de l’arme atomique commençait à faire débat. À la fin des années 1960, le gouvernement suédois, en raison de contraintes budgétaires militaires, dut choisir entre la poursuite des programmes nucléaires ou le développement d’un nouvel avion de combat (le Saab 37 Viggen). Les voix se sont majoritairement manifestées en faveur du nouveau chasseur. Tous les projets d'arme nucléaire suédois ont été abandonnés en 1968, lorsque la Suède a signé le Traité de non-prolifération nucléaire. En 1972, la FOA cesse ses expériences sur le plutonium, marquant définitivement la fin du nucléaire militaire suédois.
La Suède a néanmoins continué d’exploiter l'énergie nucléaire civile et, en 2012, elle comptait 10 réacteurs nucléaires actifs sur son sol . En mars 2012, la Suède a exporté 3,3kg de plutonium et environ 9kg d'uranium appauvri aux États-Unis dans le cadre de l'Initiative de réduction des menaces mondiales .

## Armes chimiques
Après la Première Guerre mondiale, la Suède commence des recherches sur les armes chimiques. Dans les années 1930, le premier programme suédois d'armes chimiques voit le jour, avec le développement du gaz moutarde. En 1940, les travaux sur ce gaz sont temporairement interrompus, mais à la fin de la Seconde Guerre mondiale, de nouveaux programmes sont crées, programmes développant de nouveaux agents comme le sarin.
Dans les années 1960, le développement des armes chimiques est fortement critiqué par la population suédoise et, en 1970, le gouvernement suédois déclare qu'il ne développe et ne produit plus d'armes chimiques . En 1994, la Suède signe la Convention sur les armes chimiques qui interdit le développement, la production, le stockage et l'utilisation d'armes chimiques .

## Armes biologiques et bactériologiques
La Suède est l'une des nations parties à la Convention sur les armes biologiques, qui interdit les armes biologiques. La convention est signée par la Suède le 27 février 1974 à Moscou, puis de nouveau le 27 février 1975 à Londres et à Washington. Elle est ratifiée par la Suède en février 1976.